# Graeme Gibson
Graeme C. Gibson (London, Ontario, 1934. augusztus 9. – Toronto, Ontario, 2019. szeptember 18.) kanadai író.
A létrehozója volt a Writer's Union of Canada társaságnak, melynek 1974–75-ben az elnöke is volt. Az egyik alapító tagja volt a Writers' Trust of Canada szervezetnek. 1973-tól Margaret Atwood írónővel élt.

## Művei
- Five Legs (1969)
- Communion (1971)
- Eleven Canadian Novelists (1973)
- Perpetual Motion (1982)
- Gentleman Death (1993)
- The Bedside Book of Birds (2005)
- The Bedside Book of Beasts (2009)

## Elismerései
- Kanada Rend (1992)